# Équipe du Mexique de football à la Coupe des confédérations 1995
L'équipe du Mexique de football participe à sa 1re Coupe des confédérations lors de l'édition 1995 qui se tient en Arabie saoudite du 6 janvier 1995 au 13 janvier 1995. Elle se rend à la compétition en tant que vainqueur de la Gold Cup 1993.

## Résultats

### Phase de groupe
|   | Équipe          | Pts | J | G | N | P | BP | BC | Diff |
| - | --------------- | --- | - | - | - | - | -- | -- | ---- |
| 1 | Danemark        | 4   | 2 | 1 | 1 | 0 | 3  | 1  | +2   |
| 2 | Mexique         | 4   | 2 | 1 | 1 | 0 | 3  | 1  | +2   |
| 3 | Arabie saoudite | 0   | 2 | 0 | 0 | 2 | 0  | 4  | -4   |

| 6 janvier 1995  | Mexique  | 2 | 0 | Arabie saoudite |
| 10 janvier 1995 | Danemark | 1 | 1 | Mexique         |

| 6 janvier 1995                    | Mexique           | 2 - 0 | Arabie saoudite | Stade International Roi Fahd, Riyad         |                                             |
| 18:15 · Historique des rencontres | L.Garcia 65e, 82e |       |                 | Spectateurs : 25 000 Arbitrage : M. Marcone | Spectateurs : 25 000 Arbitrage : M. Marcone |
| 18:15 · Historique des rencontres | (Rapport)         |       |                 | Spectateurs : 25 000 Arbitrage : M. Marcone | Spectateurs : 25 000 Arbitrage : M. Marcone |

| 10 janvier 1995           | Danemark                               | 1 - 1             | Mexique                               | Stade International Roi Fahd, Riyad         |                                             |
| Historique des rencontres | Rasmussen 48e                          |                   | Garcia 25e                            | Spectateurs : 20 000 Arbitrage : M. Marcone | Spectateurs : 20 000 Arbitrage : M. Marcone |
| Historique des rencontres | (Rapport)                              |                   |                                       | Spectateurs : 20 000 Arbitrage : M. Marcone | Spectateurs : 20 000 Arbitrage : M. Marcone |
| Historique des rencontres | Schjonberg · M.Laudrup · Hogh · Rieper | Tirs au but 4 - 2 | Suárez · Del Olmo · L.Garcia · Bernal | Spectateurs : 20 000 Arbitrage : M. Marcone | Spectateurs : 20 000 Arbitrage : M. Marcone |

 À égalité parfaite au classement à la fin du match, le Danemark et le Mexique disputent des prolongations qui s'achèvent sur une séance de tirs au but afin de déterminer l'équipe finaliste du tournoi.

## Effectif
Sélectionneur : Miguel Mejía Barón
| No. | Pos.      | Joueur              | Date de naissance et âge | Sélec. | Club                 |
| --- | --------- | ------------------- | ------------------------ | ------ | -------------------- |
| 1   | Gardien   | Jorge Campos        | 15 octobre 1966          |        | Universidad Nacional |
| 2   | Défenseur | Claudio Suárez      | 17 décembre 1968         |        | Universidad Nacional |
| 4   | Milieu    | Ignacio Ambríz      | 7 février 1965           |        | Club Necaxa          |
| 5   | Milieu    | Ramón Ramírez       | 5 décembre 1969          |        | Guadalajara          |
| 6   | Milieu    | Marcelino Bernal    | 27 mai 1962              |        | Club Toluca          |
| 7   | Attaquant | Carlos Hermosillo   | 24 août 1964             |        | Cruz Azul            |
| 8   | Milieu    | Alberto García Aspé | 11 mai 1967              |        | Club Necaxa          |
| 9   | Milieu    | Jorge Rodríguez     | 18 avril 1968            |        | Santos               |
| 10  | Milieu    | Luis García         | 1er juin 1969            |        | Club América         |
| 11  | Attaquant | Luis Roberto Alves  | 23 mai 1967              |        | Club América         |
| 12  | Gardien   | Adrián Chávez       | 27 juin 1962             |        | Club América         |
| 13  | Défenseur | Manuel Vidrio       | 23 août 1972             |        | Guadalajara          |
| 14  | Milieu    | Joaquín del Olmo    | 20 avril 1969            |        | Club América         |
| 15  | Milieu    | Gerardo Esquivel    | 13 janvier 1966          |        | Club Necaxa          |
| 16  | Milieu    | Alberto Coyote      | 26 mars 1967             |        | Guadalajara          |
| 17  | Milieu    | Benjamín Galindo    | 11 décembre 1960         |        | Santos               |
| 18  | Attaquant | Cuauhtémoc Blanco   | 17 janvier 1973          |        | Club América         |
| 20  | Gardien   | Nicolas Navarro     | 17 septembre 1963        |        | Club Necaxa          |
| 21  | Défenseur | Raúl Gutiérrez      | 16 octobre 1966          |        | CF Atlante           |

## Navigation